# Ghost Stories (Film)
Ghost Stories ist ein britischer Horrorfilm aus dem Jahr 2017 von Jeremy Dyson und Andy Nyman, der auch die Hauptrolle übernahm. Der Film erzählt die Geschichte eines Mannes, der die Aufgabe erhält, drei ungeklärte, paranormale Ereignisse aufzulösen.

## Handlung
Der Jude Philip Goodman wächst in einer streng gläubigen Familie auf. Im Jahr 1979 verstößt sein Vater aus religiösen Gründen Philips Schwester, die eine Beziehung zu einem asiatischen Mann eingegangen war. Diese Erfahrung prägt ihn, ebenso das Wirken des berühmten paranormalen Ermittlers Charles Cameron, der mittlerweile jedoch als verschollen gilt. Goodman, mittlerweile erwachsen, lebt allein und zurückgezogen. Er arbeitet als Professor und Moderator einer Fernsehshow, in der er vor Publikum betrügerische Hellseher entlarvt.
Er erhält die Einladung, Cameron zu besuchen. Der ehemals berühmte Ermittler lebt vereinsamt und krank in einem heruntergekommenen Wohnwagen. Er bittet Goodman, drei paranormale Vorfälle zu untersuchen, die aus seiner Sicht wirklich passiert sind.
Der erste Vorfall führt ihn zu Tomy Matthews, der als Nachtwächter ein ehemals als Psychiatrie genutztes Gebäude bewachte. Seine Frau ist an Krebs gestorben, seine Tochter, die mit dem Locked-in-Syndrom seit langer Zeit im Krankenhaus liegt, hat er schon lange nicht mehr besucht. Er berichtet von einem Geist, der ihm in einer Nachtschicht begegnet ist. Anschließend besucht er Simon Rifkind. Der Teenager hat ein ausgesprochen schlechtes Verhältnis zu seinen Eltern. Er ist gerade mit einem Auto auf dem Heimweg, als er mit seinem Fahrzeug in einer verlassenen Gegend eine Kreatur überfährt, die ihn anschließend verfolgt. Der letzte Fall führt Goodman zu Mike Priddle, in dessen Wohnung ein Poltergeist erschien, während seine Frau im Krankenhaus in den Wehen lag. Er begeht im Gespräch mit Goodman unvermittelt Suizid.
Goodman zweifelt nach wie vor an den Vorfällen und kehrt zu Cameron zurück. Dieser reißt sich eine Maske vom Gesicht und gibt sich damit als Priddle zu erkennen. Goodman kann sich das Gesehene nicht erklären, doch bevor er überhaupt darüber nachdenken kann, was passiert ist, findet er sich mit Priddle in seiner Kindheit wieder. Er hatte seinerzeit nicht verhindert, dass zwei andere Jugendliche vor seinen Augen einen in seiner Intelligenz geminderten Jugendlichen in einen Kanal locken, in dem der Asthmatiker starb. Plötzlich erscheint die Leiche dieses Jungen und zwingt Goodman, sich in ein Krankenhausbett zu legen. Er führt einen Finger in Goodmans Mund, der nur noch rufen kann, dass ihm dies nicht erneut widerfahre.
In der letzten Einstellung wird deutlich, dass Goodman in der realen Welt nach einem Suizidversuch im Krankenhaus liegt. Die Ärzte haben bei ihm ein vermutlich unwiderrufliches Locked-In-Syndrom diagnostiziert – er ist jedoch bei vollem Bewusstsein, kann sich aber weder bewegen noch artikulieren. Alle Personen, denen er in seiner Fantasie begegnet ist, existieren in dieser realen Welt als Ärzte, Pfleger und Reinigungspersonal und haben ihn zu diesem Gedankenspiel angeregt.

## Produktion
Der Film wurde am 5. Oktober 2017 auf dem London Film Festival erstmals gezeigt. Die Veröffentlichung erfolgte am 6. April 2018.

## Rezeption
Das Online-Portal Filmstarts lobt die „Verdichtung“ der Szenarien der drei Episoden, die sich alle mit dem Thema „Schuld und schlechtes Gewissen“ auseinandersetzen. Ebenso lobt das Portal die „gesunde Portion schwarzen Humors“. Andererseits sei eine der Wendungen im Film „zu aufgesetzt moralisch“. In Summe, so das Portal, sei der Film „lediglich solider Gruseldurchschnitt“. Bei der Community Moviepilot erhielt der Film die Bewertung 6,9 während das Horrormagazin.de das Fazit zieht: „Clever konstruierter Episoden-Horror in drei Akten – gut gemacht und ziemlich spannend.“.